# Classe Wielingen
La classe Wielingen, aussi appelée classe E-71 est une série de quatre frégates commandées par le gouvernement belge le 22 décembre 1970 afin de remplacer, au sein de la Force Navale, les escorteurs de classe Algerine, désarmés en 1969.

## Historique
L'étude du projet commence en 1964, avec l'avis et l'assistance technique de la Koninklijke Marine, et à partir de 1971, en collaboration avec deux chantiers navals belges, Boel (Temse) et Cockerill (Hoboken - Anvers). L'ordre définitif  de construction et de mise sur cale est donné le 5 mars 1974. Les quatre bâtiments, le F910 Wielingen, le F911 Westdiep, le F912 Wandelaar et le F913 Westhinder entrent en service dans les années qui suivent. Ces quatre unités ont pris les noms de différents bancs de sable de la mer du Nord.
La quatrième frégate, le F913 Westhinder, est retirée du service en 1993 à la suite du plan de restructuration Delcroix. La troisième, le F912 Wandelaar est retirée du service opérationnel en 2004 et revendue à la Bulgarie la même année.

## Engagements
Durant l'opération Southern Brezze dans le cadre de l'UEO et sous commandement de l'Amiral français pour l'Océan Indien (ALINDIEN) qui a lieu du 13 août 1990 au 19 août 1991 dans la crise qui conduisit à la guerre du Golfe, le Wandelaar mena une mission de contrôle de l'embargo sur l'Irak du 17 octobre 1990 au 14 janvier 1991. Il sera relevé par le Wielingen le 19 mars qui sauvera 25 naufragés lors de 2 opérations de secours durant cette mission. Ces deux frégates ont interpellé 3 168 navires marchands et en ont visité 28.
Pour raisons budgétaires et de ressources humaines limités, deux frégates avaient un équipage et équipement au complet pour être opérationnelles durant deux ans tandis les deux autres avaient un équipage d'un tiers à bord et étaient sans munitions pour entretien. Leur rôle était interverti tous les deux ans.

## Navires
- F910 Wielingen, construit au chantier naval Boel, lancé le 30 mars 1976, commissionné le 20 janvier 1978 (retiré du service en 2006)
- F911 Westdiep, construit au chantier naval Cockerill, lancé le 8 décembre 1975 et commissionné le 20 janvier 1978 (retiré du service le 5 octobre 2007)
- F912 Wandelaar, construit au chantier naval Boel, lancé le 21 juin 1977, commissionné le 3 octobre 1978 (vendu à la Bulgarie en 2004, commissionné le 21 octobre 2005 en tant que 41 ДРЪЗКИ (41 Drazki))
- F913 Westhinder, construit au chantier naval Cockerill, lancé le 30 mars 1976, commissionné le 20 janvier 1978 (retiré du service en 1993)

- destruction du Westhinder au chantier naval